# Ласло, Эндрю
Эндрю Ласло (12 января 1926, г. Папа, Венгрия — 7 октября 2011, Бозмен, Монтана, США) — американский кинооператор венгерско-еврейского происхождения.

## Биография
Родился в семье кинооператора Эрнеста Ласло. Учёбу в кинематографических студиях Будапешта, прервала Вторая мировая война. Вместе с семьёй был отправлен в нацистский концентрационный лагерь; был одним из немногих выживших членов его семьи.
В 1947 эмигрировал в США. Сначала работал фотографом. Был призван в армию США и служил в войсках связи, позже — военным фотокорреспондентом во время войны в Корее.
Операторскую работу начал в середине 1950-х годов на телевидении. Первой самостоятельной работой, которую снял Э. Ласло, стал кинофильм «Одна картошка, две картошки» («One Potato, Two Potato»).
Среди наиболее известных кинолент оператора Эндрю Ласло — фильмы «Воины» (1979), «Сёгун» (мини-сериал, 1980), «Рэмбо: Первая кровь» (1982), «Улицы в огне» (1984) и др.
Работал со многими известными режиссёрами: Фрэнсисом Фордом Копполой (фильм «Ты теперь большой мальчик», 1966), Уильямом Фридкиным («Ночь, когда наехали на заведение Мински», 1968). После этого фильма, Ласло стал оператором, которого на протяжении следующих 20 лет, активно приглашали для совместной работы многие именитые режиссёры. Снял более 40 фильмов.
В 1965 году снял 50-минутный документальный фильм «The Beatles at Shea Stadium» о выступлении группы The Beatles на стадионе Ши в Нью-Йорке.
В 1973 году был номинирован на телевизионную премию Эмми за свою работу над фильмом «Man With a Country» и в 1980 году — «Сёгун» .
Кроме работы в кино и на телевидении, Ласло снял ряд рекламных роликов, для таких ведущих компаний, как Kodak, Sprint, Budweiser, Chevrolet и American Express. Написал несколько книг, которые включают его автобиографию «Сноска к истории», которая была опубликована в 2002 г.
Э. Ласло читал лекции по кинематографии на семинарах, в институтах и университетах. Умер в возрасте 85 лет в своём доме в Бозмен (Монтана).

## Избранная фильмография

### Операторские работы
- Продавцы новостей (1992)
- Папа — привидение (1989)
- Звёздный путь 5: Последний рубеж (1989)
- Внутреннее пространство (1987, Оскар за спецэффекты)
- Полтергейст 2 (1986)
- Похититель сердец (1984)
- Улицы в огне (1984)
- Рэмбо: Первая кровь (1982)
- Южное гостеприимство (1981)
- Воины (1979)